# Чък Маккинли
Чарлз Робърт Маккинли-младши (на английски: Charles Robert McKinley Jr.)  е американски тенисист.

## Биография
Чарлз Робърт Маккинли-младши е роден на 5 януари 1941 г. в Сейнт Луис, Мисури. Син е на местен монтьор на тръби и израства в „суров квартал“ в северната част на града. Като момче играе тенис на маса под ръководството на Бил Прайс. Прайс е професионалист в тениса, завежда Маккинли и други момчета на обществените тенис кортове. Маккинли става толкова добър на корта, че Прайс го съветва да напусне всички други спортове и да се концентрира само върху тениса.
Чък Маккинли почива от мозъчен тумор през 1986 г. на 45-годишна възраст в Далас, Тексас.

## Кариера
Чък Маккинли печели на сингъл Уимбълдън през 1963 г. В края на същата година е класиран като аматьор номер 1 в света от Нед Потър и група от 13 експерти на Улрих Кайзер. В партньорство с Денис Ралстън печели Купа Дейвис през 1963 г. Заедно с Ралстън печели шампионата на САЩ на двойки за мъже, през 1961, 1963 и 1964 г.
Чък Маккинли е въведен в Залата на славата на университета „Тринити“ и в Международната зала на славата на тениса.

## Кариерна статистика

#### Титли на турнири отГолям шлем(1)
| година | турнир    | съперник  | резултат            |
| ------ | --------- | --------- | ------------------- |
| 1963   | Уимбълдън | Фред Стол | 9 – 7, 6 – 1, 6 – 4 |

#### Финали на турнири отГолям шлем(1)
| година | турнир    | съперник   | резултат            |
| ------ | --------- | ---------- | ------------------- |
| 1961   | Уимбълдън | Род Лейвър | 3 – 6, 1 – 6, 4 – 6 |

#### Титли на двойки отГолям шлем(3)
| година | турнир | партньор      | съперник                      | резултат                           |
| ------ | ------ | ------------- | ----------------------------- | ---------------------------------- |
| 1961   | ОП САЩ | Денис Ралстън | Рафаел Осуна Антонио Палафокс | 6 – 3, 6 – 4, 2 – 6, 13 – 11       |
| 1963   | ОП САЩ | Денис Ралстън | Рафаел Осуна Антонио Палафокс | 9 – 7, 4 – 6, 5 – 7, 6 – 3, 11 – 9 |
| 1964   | ОП САЩ | Денис Ралстън | Майк Сангстър Греъм Стилуел   | 6 – 3, 6 – 2, 6 – 4                |

#### Финали на двойки отГолям шлем(1)
| година | турнир | партньор      | съперник                      | резултат                            |
| ------ | ------ | ------------- | ----------------------------- | ----------------------------------- |
| 1962   | ОП САЩ | Денис Ралстън | Рафаел Осуна Антонио Палафокс | 4 – 6, 12 – 10, 6 – 1, 7 – 9, 3 – 6 |